# Dactylopius salmianus
Dactylopius salmianus är en insektsart som beskrevs av De Lotto 1974. Dactylopius salmianus ingår i släktet Dactylopius och familjen Dactylopiidae. Inga underarter finns listade i Catalogue of Life.